# スカイ・ブルー
スカイ・ブルー（Skye Blue, 1961年7月30日 - ）は、アメリカ合衆国のポルノ女優。ニュージャージー州モリス郡モリスタウン出身。

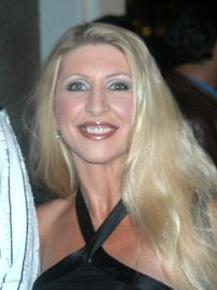
スカイ・ブルー

ポルノ映画製作会社プラチナム・ブルー・プロダクションズ代表 。
2008年にはAVN殿堂入りした。

## 人物
長年ポルノ女優のサマー・カミングスとビジネスパートナーシップを結び、胸フェティシズムもののレビュー"スカイブルー"でたびたび共演し 、プライベートでの付き合いもあった。
しかし2005年に二人は別れ、ビジネスパートナーシップも解消された。

## 出演作品
- フェラ・シタール
- 巨乳令嬢物語